# 9093 Sorada
A 9093 Sorada (ideiglenes jelöléssel 1995 WA) a Naprendszer kisbolygóövében található aszteroida. Takao Kobajashi fedezte fel 1995. november 16-án.